# Jørgen Sonne (maler)
 Der er flere personer med dette navn, se Jørgen Sonne.
Jørgen Valentin Sonne (født 24. juni 1801 i Birkerød ; død 24. september 1890 i København) var en dansk maler.

## Uddannelse
Jørgen Sonnes forældre var kobberstikker ved Den Kgl. Mønt Jeppe Sonne (1771-1833) og Cathrine født Zimmer (1771-1851). Som dreng kom han ind på landkadetakademiet , men forlod det efter et års forløb og blev elev på Kunstakademiet. Omtrent samtidig begyndte han at arbejde under den danske maler Gebauer, i hvis atelier han malede en del kopier, dels efter lærerens, dels efter hollandske mestres billeder, dog også adskillige mere selvstændige værker, særlig jagt- og bataljestykker, udført uden naturstudier, helt "ud af Hovedet". Et af dem, En Vildsvinejagt − Sonne havde den gang aldrig set et vildsvin − kom på udstillingen 1818 og blev efterfulgt af flere lignende 'kompositioner', hvoraf et par blev indkøbt til Nationalgalleriet.
1828 fik Sonne på akademiets anbefaling en større rejseunderstøttelse, med hvilken han drog til München til historiemaleren Peter von Cornelius og tegnede 1½ år på dennes aftenskole. Den tyske maler Peter von Hess støttede ham med råd, uden at Sonne dog blev egentlig elev af Hess. Under sit treårige ophold i Bayerns hovedstad gjorde Sonne hyppige udflugter til omegnens bjerge, hvor han tegnede, men kun undtagelsesvis malede studier til større og mindre billeder, som han solgte de fleste af i München; dog blev enkelte udstillet hjemme, således En Fægtning i Tyrol med de franske, der blev indlemmet i Nationalgalleriet.

## Jagtture i Roms omegn, 'Campagna di Roma'
Med fornyet understøttelse rejste Sonne i 1831 til Rom, hvor han købte farver og pensler samt en jagtbøsse, som han især brugte i begyndelsen på ture i 'den romerske kampagne' (campagna romana), hvor han skød fugle, spiselige og uspiselige.
 På disse jagtture fik Sonne lejlighed til at se den italienske landbefolkning på nært hold og få indtryk af af dens daglige sysler. 

Bønderne, deres husdyr og den sydlandske natur vakte hans interesse, og hans studiemappe blev fyldt med tegninger og malede skitser. I hans bolig i Rom blev de til malerier, hvor han skildrede Italiens natur og folkeliv.
Nogen tid endnu 'komponerede' han dog, som han havde lært det i München og af Gebauer, der udtrykkelig advarede sine disciple imod at male efter naturen.
Det vidner Morgenen efter Slaget om; det blev i 1833 solgt til Kunstforeningen og tilhører Thorvaldsens Museum. Men det blev det sidste, hvor han behandlede et emne, som han ikke kendte af selvsyn; i alle sine senere frembringelser holdt han sig til, hvad han personlig var fortrolig med, og fra de følgende år af hans romerperiode skriver sig Et Skib trækkes op ad Tiberen ved Hjælp af Bøfler ;
Romerske Bønder som drage til Marked (Nationalgalleriet) og Høstmesse i den romerske Kampagne (Museet i Aarhus).

## Hjemme i Danmark og medlem af Akademiet
1841 kom Sonne tilbage til Danmark og tog fat på hjemlige emner. I de følgende år udstillede han endnu en del arbejder, der beroede på de italienske studier, således Et Marked i Omegnen af Rom 1843 og Scene ved en Brønd i en neapolitansk By hen imod Aften 1845 (begge solgt til Kunstforeningen). Men med danske motiver kom i 1844 En gammel Fisker med sin Datter sætter sit Garn, i 1846 En Flok Kvæg søger Køling i Vandet og i 1847 De syges Søvn på St. Helenes Grav ved Tisvilde St. Hans Nat. Alle tilhører Nationalgalleriet.
1846 blev Sonne optaget som medlem af Akademiet med Søndag Morgen; en Familie i Begreb med at tage til Kirke.

## Igen bataljemalerier med krigen 1848
Med krigen 1848 genoptog Sonne bataljemaleriet.
Han fik lov at følge med en hærafdeling til Sønderjylland og var med hvor det gik hedt til, og vovede sit liv så godt som nogen krigsmand. Mange af dem der tog del i krigen, kunne fortælle om den lille gråklædte mand, der stod så rolig og tegnede løs af alle kræfter, medens kuglerne peb om ham.
Studierne i marken var bod for ungdommens udspekulerede slagbilleder. Efter tegningerne malede han efter hjemkomsten store billeder:
Angrebet 5. juni 1848 fra Dybbøl Bjærg ; Udfaldet fra Fredericia 6. juli 1849 ; Istedslaget; Fjenden angriber Centrum og højre Fløj ; Slutningen af Istedslaget ; Morgenen efter Slagdagen ved Isted, der alle blev erhvervet af Nationalgalleriet, mens andre kom til Museet i Aarhus.
Efter fredsslutningen malede Sonne endnu enkelte krigsbilleder, således i 1864 det meget store Slaget ved Fredericia, der blev ophængt i Fredericias rådhussal, og endnu i 1881 Kavaleriangrebet ved Stolk, General Schleppegrell falder.
1863 drog Sonne igen med hæren og færdedes i Dybbølskanserne og var i Sønderborg under bombardementet af byen. Fra denne tur stammer det store billede Fra Dybbøl, først i april 1864, der var udstillet 1871.
Dog var det nu fredeligere emner der interesserede ham, scener hvor han kunne bruge ”friske Studier”, fx St. Hansfest i Tisvilde med Valfart til Helenes Grav, 1858, (Nationalgalleriet) og – fra hans 80. år – Sommernat; Præsten bliver hentet over Aaen til en syg. Endnu i 1886 kom et stuebillede: Der vaages hos en syg.

## Murfrisen på Thorvaldsens Museum
|  |  |

Uden for rækken af Sonnes slag- og folkelivsmalerier står den monumentale frise, hvormed han udsmykkede det ydre af Thorvaldsens Museum. På den ene side af bygningen ses Thorvaldsens modtagelse på Københavns Red i 1838, på den anden udlosning af hans værker og deres overførelse til museet.

## Hædersbevisninger
Sonne blev Ridder af Dannebrog 1852 og Dannebrogsmand 1881.

## Galleri
| - Portræt, mindetavle og gravplads - En bataillemaler, Sonne i sit arbejdsværelse. Af Ditlev Blunck - Mindetavle ved Garnisons Kirke - Jørgen Sonnes grav på Holmens Kirkegård i København. |

| - Bataljebilleder - Slaget ved Sehested 1813 (malet 1822-23 ) - Dybbøl Skanse (malet 1871) - Angrebet på Dybbøl Bjerg 5 juni 1848 (malet 1849) - Rytterkampen ved Aarhus den 31. maj 1849 (malet ?) - Slaget på Isted Hede, 25. juli 1850 - Morgenen efter slaget ved Isted (malet 1876) - 'Affæren ved Vorbasse den 29. februar 1864' (malet 1877) - To vedetter holder udkig (forpost) |

| - Folkelivsbilleder - Landlig scene, 1848 - 'En Barnedåbsfærd i det nordlige Sjælland', 1854. ARoS - En ligfærd. Motiv fra det nordlige Sjælland, 1859 - Garnet røgtes; familie og hund i jolle på søen, 1859 - Åkandeplukkeren, 1860 |

| - Billeder fra turene til Italien - Landsbygade i Sabinerbjergene - Italiensk kvinde, 1830'erne. - 'Hyrder i den romerske Campagna', 1835 - Romerske landfolk drager til marked, 1837 - Vinhøst, Napoli, 1841 - Italienerinde ved en fontæne, 1867 |